# Гато Барбиери
Леонардо Барбиери, по-познат като Ел Гато Барбиери е аржентински саксофонист. Роден е в Росарио, провинция Санта Фе. Има свой собствен стил и собствено звукоизвличане на тона.

## Дискография (непълна)
- Complete communion (Don Cherry, 1965)
- Togetherness (Don Cherry, 1965)
- Symphony for Improvisers (Don Cherry, 1966)
- Hamba Khale (с Dollar Brand, 1968)
- Escalator Over The Hill (Carla Bley, 1968)
- Under fire (1969)
- The Third World (1969)
- Liberation Music Orchestra (Charlie Haden, 1969)
- El pampero (1971)
- Fenix (1971)
- Last tango in Paris (1972)
- Bolivia (1973)
- Chapter one: Latin America (1973)
- Chapter two: Hasta siempre (1973)
- Chapter three: Viva Emiliano Zapata (1974)
- Chapter four: Alive in New York (1975)
- Caliente (1976)
- I Grandi del Jazz (1976)
- Ruby Ruby (1977)
- Apasionado (1982)
- Que Pasa (1997)
- The Shadow of The Cat (2002)